# Józef Pluta
Józef Pluta (ur. 1 grudnia 1911 w Łodzi, zm. 22 lipca 1955 w Warszawie) – działacz komunistyczny, pułkownik, funkcjonariusz organów bezpieczeństwa PRL.

## Życiorys
Pochodził z rodziny robotniczej. Syn Michała i Stefanii Plutów. Od 1930 członek Komunistycznej Partii Polski. W 1933 został wcielony do 44 Pułku Piechoty Strzelców Kresowych. Szkołę podoficerską ukończył w stopniu starszego strzelca. W 1936 skazany na rok więzienia za działalność komunistyczną. We wrześniu 1940 wyjechał do Lwowa, skąd powrócił do Łodzi w 1940. W 1944 został sekretarzem Polskiej Partii Robotniczej, został też żołnierzem Armii Ludowej, gdzie pełnił funkcje oficera propagandowego i zastępcy komendanta. W rejonie Budkowa w gminie Brzeziny działał w partyzantce pod dowództwem Bolesława Hanicz-Boruty – komendanta 3 Brygady AL im. gen. Józefa Bema. Na początku 1945 został starszym referentem Wydziału Personalnego Wojewódzkiego Urzędu Bezpieczeństwa Publicznego w Łodzi. Od 16 kwietnia 1945 szef PUBP w Końskich. 24 sierpnia 1945 został zastępcą szefa WUBP w Łodzi (do 14 października 1945). Od 15 października 1945 zastępca szefa WUBP w Katowicach. Od 1 lutego 1946 funkcjonariusz Wojewódzkiego Urzędu Bezpieczeństwa Publicznego w Białymstoku. Od 20 lipca 1946 do 24 lipca 1947 zastępca szefa WUBP w Białymstoku. Od 24 lipca 1947 do 1 lutego 1950 szef WUBP w Kielcach. Od 5 lutego 1950 do dyspozycji Ministra Bezpieczeństwa Publicznego Stanisława Radkiewicza. Jeden z naczelników w MBP w Warszawie, wreszcie inspektor Inspektoratu Ministra w MBP w Warszawie. 
Uchwałą Prezydium Krajowej Rady Narodowej z 2 stycznia 1946 odznaczony Srebrnym Krzyżem Zasługi. Poza tym otrzymał m.in. Medal Zwycięstwa i Wolności 1945.